# Grab (Bijelo Polje)
Pour les articles homonymes, voir Grab.
Grab (en serbe cyrillique: Граб) est un village du nord-est du Monténégro, dans la municipalité de Bijelo Polje.

## Démographie

### Évolution historique de la population[1]
| 1948 | 1953 | 1961  | 1971  | 1981 | 1991 | 2003 |
| ---- | ---- | ----- | ----- | ---- | ---- | ---- |
| 812  | 933  | 1 087 | 1 065 | 805  | 605  | 501  |